# Ante Barač (svećenik i književnik)
Ante Barač (Barać) (Split, 4. svibnja 1868. − Dubrovnik, 1906./23. ožujka 1903.) je bio hrvatski svećenik, književnik i prevoditelj iz Splita.

## Životopis
Rodio se je u Splitu 1868. godine. Osnovno i srednje školovanje imao je u Splitu, Zadru i Đakovu. Kao kapelan bio je u Srijemskoj Mitrovici i drugim župama. Surađivao je s mnogo časopisa, od kojih vrijedi istaknuti Vijenac i Obzor.